# Brentwood (Maryland)
Brentwood és una població dels Estats Units a l'estat de Maryland. Segons el cens del 2000 tenia 2.844 habitants.

## Demografia
Segons el cens del 2000, Brentwood tenia 2.844 habitants, 905 habitatges, i 636 famílies. La densitat de població era de 2.889,7 habitants per km².
Dels 905 habitatges en un 39,1% hi vivien nens de menys de 18 anys, en un 38,8% hi vivien parelles casades, en un 23% dones solteres, i en un 29,7% no eren unitats familiars. En el 23,2% dels habitatges hi vivien persones soles el 6,4% de les quals corresponia a persones de 65 anys o més que vivien soles. El nombre mitjà de persones vivint en cada habitatge era de 3,14 i el nombre mitjà de persones que vivien en cada família era de 3,68.
Per edats la població es repartia de la següent manera: un 29% tenia menys de 18 anys, un 10,2% entre 18 i 24, un 33,5% entre 25 i 44, un 19,4% de 45 a 60 i un 7,8% 65 anys o més.
L'edat mediana era de 32 anys. Per cada 100 dones de 18 o més anys hi havia 94,2 homes.
La renda mediana per habitatge era de 45.427 $ i la renda mediana per família de 45.244 $. Els homes tenien una renda mediana de 28.563 $ mentre que les dones 27.694 $. La renda per capita de la població era de 15.700 $. Entorn del 9,8% de les famílies i el 13,6% de la població estaven per davall del llindar de pobresa.

## Poblacions més properes
El següent diagrama mostra les poblacions més properes.